# Paenui Fagota
Paenui Fagota (28 augustus 1978) is een Tuvaluaans voetballer die uitkomt voor Lakena United.
Paenui deed in 2003 en 2007 mee met het Tuvaluaans voetbalelftal op de Pacific Games 2003 en de Pacific Games 2007. Hij speelde al zeven wedstrijden voor Tuvalu. In 2011 speelde hij met het nationale volleybal Team mee bij de Pacific Games 2011.